# الحديث (مجلة)
الحديث مجلة أدبية وثقافية صدرت في حلب. أسسها إدمون رباط، وسامي الكيَّالي نحو عام 1927، ونشرت المجلة إلى الخمسينيات من القرن الماضي دون انقطاعات كثيرة. 
من الأقسام الموجودة في أوائل إصداراتها: «النسائيات»، و«الأدب»، و«العلوم والفنون».
نشر فيها محمد أمين حسونة بابًا خاصًّا 1933- 1934 عنوانه «في الأدب المصري: أعلام المدرسة الحديثة»، وقدَّم كتَّابًا من روَّاد الحداثة العربية في مصر، منهم أحمد أمين، وأحمد رامي، وأحمد زكي أبو شادي، وأحمد خيري سعيد، ومحمد تيمور وغيرهم. وممَّن كتب فيها أيضًا الأديب السوري فؤاد الشايب، نشر فصولًا من روايته "سيرة نفس" عام 1941.  